# Фогт, Жан
Жан Фогт (фр. Jean нем. Vogt, настоящее имя Иоганн Фогт, иногда Фохт; 17 января 1823, Гросс-Тинц, ныне Легницкий повят, Польша — 31 июля 1888, Эберсвальде) — немецкий пианист, музыкальный педагог и композитор.
Учился в Берлине у Августа Вильгельма Баха и Эдуарда Августа Грелля, затем изучал игру на органе в Бреслау у Иоганна Юлиуса Зайделя и Адольфа Фридриха Хессе. В 1850—1855 гг. жил и работал в Санкт-Петербурге как органист и учитель фортепиано, затем некоторое время работал в Дрездене. В 1865—1871 гг. преподавал в Берлине в Консерватории Штерна, затем на протяжении двух сезонов работал в Нью-Йорке, после чего вернулся в Берлин.
Среди композиций Фогта выделялась оратория «Лазарь»; ему принадлежит также фортепианное трио и многочисленные пьесы для своего инструмента.